# Sicherheit im Straßenverkehr (Briefmarkenserie)
Sicherheit im Straßenverkehr ist der Titel dreier Briefmarkenserien zum Thema Straßenverkehrssicherheit, die in den Jahren 1966, 1969 und 1975 von der Deutschen Post der DDR ausgegeben wurden. 

## Liste der Ausgaben und Motive
Legende
- Bild: Eine bearbeitete Abbildung der genannten Marke. Das Verhältnis der Größe der Briefmarken zueinander ist in diesem Artikel annähernd maßstabsgerecht dargestellt. Sollten keine Marken abgebildet sein, liegt es daran, dass das Urheberrecht des Künstlers noch nicht erloschen ist.
- Beschreibung: Eine Kurzbeschreibung des Motivs und/oder des Ausgabegrundes. Bei ausgegebenen Serien oder Blocks werden die zusammengehörigen Beschreibungen mit einer Markierung versehen eingerückt.
- Wert: Der Frankaturwert der einzelnen Marke in Pfennig. Ein „+“ bedeutet, dass es sich um eine Zuschlagsmarke handelt (= Frankaturwert + Spende).
- Ausgabedatum: Das Datum des erstmaligen Verkaufs dieser Briefmarke.
- Auflage: Soweit bekannt, wird hier die zum Verkauf angebotene Anzahl dieser Ausgabe angegeben.
- Entwurf: Soweit bekannt, wird hier angegeben, von wem der Entwurf dieser Marke stammt.
- Mi.-Nr.: Diese Briefmarke wird im Michel-Katalog unter der entsprechenden Nummer gelistet.

| Bild | Beschreibung                                                                        | Wert | Ausgabe- datum    | Auflage    | Entwurf            | Mi.-Nr. |
|      | Sicherheit im Straßenverkehr (I) - Verkehrszeichen                                  | 10   | 28. März 1966     | 8.000.000  | Manfred Gottschall | 1169    |
|      | - Kind mit Roller vor PKW                                                           | 15   | 28. März 1966     | 4.000.000  | Hans Detlefsen     | 1170    |
|      | - Radfahrer zeigt Richtungswechsel an                                               | 25   | 28. März 1966     | 4.000.000  | Manfred Gottschall | 1171    |
|      | - Motorradfahrer, Bierglas, Krankentransportwagen                                   | 50   | 28. März 1966     | 1.400.000  | Manfred Gottschall | 1172    |
|      | Sicherheit im Straßenverkehr (II) - Aufmerksamkeit und Rücksichtnahme auf Fußgänger | 5    | 18. Februar 1969  | 8.000.000  | Wolfgang Heinrich  | 1444    |
|      | - Immer rechtzeitig orientieren (Ampel)                                             | 10   | 18. Februar 1969  | 12.000.000 | Wolfgang Heinrich  | 1445    |
|      | - Vorsicht an Bahnübergängen                                                        | 20   | 18. Februar 1969  | 12.000.000 | Wolfgang Heinrich  | 1446    |
|      | - Im Zweifelsfall nie überholen                                                     | 25   | 18. Februar 1969  | 1.700.000  | Wolfgang Heinrich  | 1447    |
|      | Sicherheit im Straßenverkehr (III) - Schülerlotse                                   | 10   | 9. September 1975 | 15.000.000 | Joachim Rieß       | 2078    |
|      | - Verkehrsregelung durch die Volkspolizei                                           | 15   | 9. September 1975 | 2.000.000  | Joachim Rieß       | 2079    |
|      | - Verkehrspolizist im operativen Dienst, Verkehrssicherheitsplakette                | 20   | 9. September 1975 | 8.000.000  | Joachim Rieß       | 2080    |
|      | - Technische Kfz-Überprüfung                                                        | 25   | 9. September 1975 | 5.000.000  | Joachim Rieß       | 2081    |
|      | - Verkehrsunterricht                                                                | 35   | 9. September 1975 | 4.500.000  | Joachim Rieß       | 2082    |